# Ryūzaburō Ōtomo
Ryūzaburō Ōtomo (jap. 大友 龍三郎 Ōtomo Ryūzaburō; ur. 18 maja 1952 w Tokio) – japoński seiyū, aktor dubbingowy i narrator. Jest powiązany z firmami Aoni Production, 81 Produce i Tokyo Actor’s Consumer’s Cooperative Society.
Z powodu swojego niskiego głosu często podkłada głos pod czarne charaktery.
Zdubbingował takich aktorów jak Michael Wincott, Clancy Brown, Ron Perlman, Ving Rhames, Arnold Schwarzenegger, Michael Clarke Duncan, Dennis Rodman, Alan Rickman i Kevin Michael Richardson.

## Wybrane role głosowe
- 1988: Anpanman – Kaseki no Maō
- 1992: Shin-chan – Pippen
- 1997: Vampire Princess Miyu – Kami-Ma Garyū
- 1998: Pokémon –
  - Fushigibana (Venusaur),
  - Muramasa
- 1999: Digimon Adventure –
  - Vamdemon (Myotismon),
  - VenomVamdemon (VenomMyotismon)
- 2002: One Piece –
  - Crocodile,
  - Tenguyama Hitetsu
- 2003: Ashita no Nadja – Gérard